# تويوتا كراون
- تويوتا مارك 2 (أمريكا الشمالية)
- تويوتا أفالون (الصين)
- لكزس جي إس (التصدير)
- تويوتا سوارير (كوبيه)

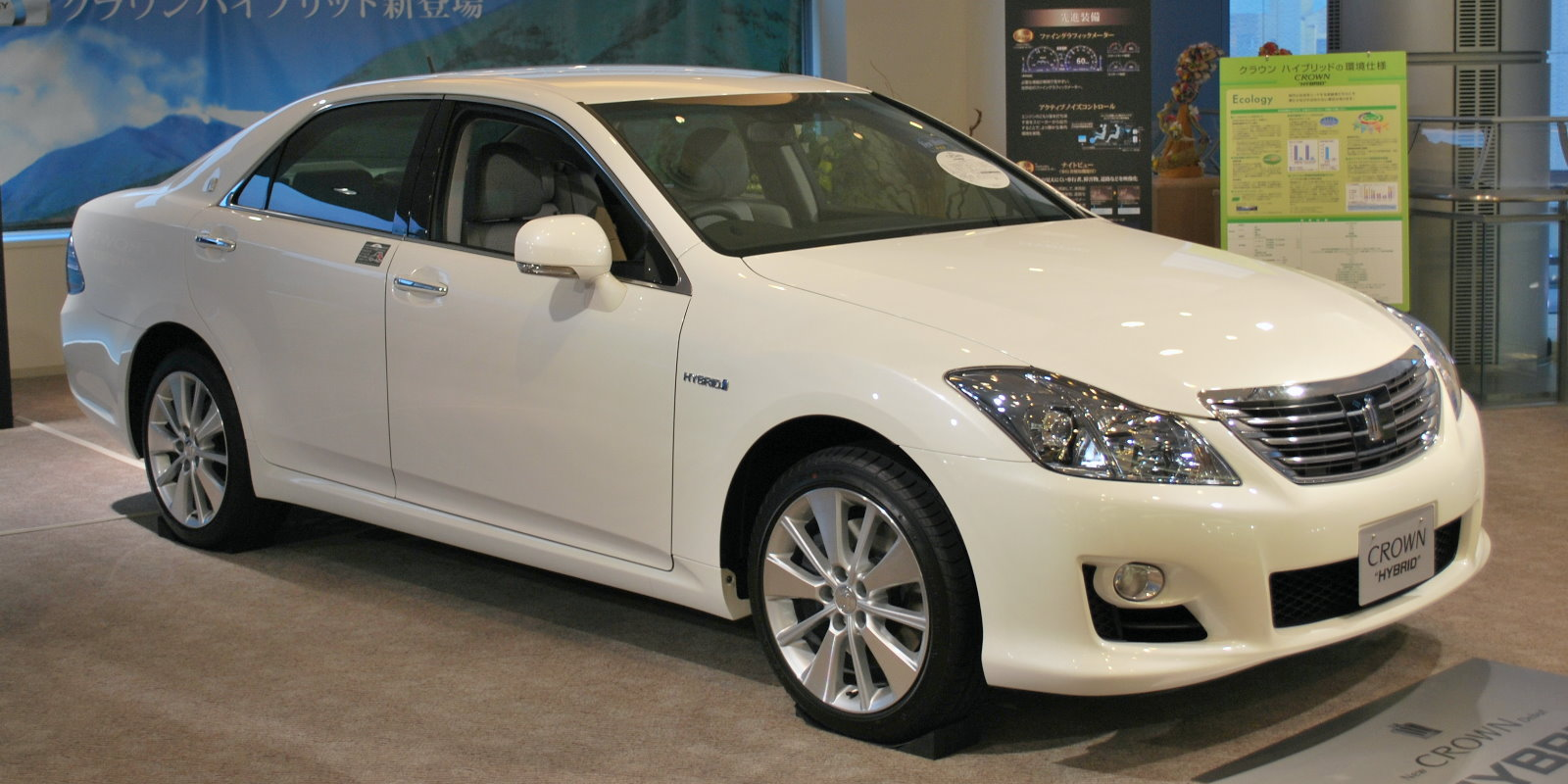
النسخة الهجين لتويوتا كراون 2008

تويوتا كراون (بالإنجليزية: Toyota_Crown)‏ هي إحدى طرازات السيارات المصنعة من قبل شركة تويوتا للسيارات.
بدأ إنتاجها عام 1955 باليابان وبدأ تصديرها عام 1957 إلى الولايات المتحدة. كانت تنتمي في البداية لفئة السيارات المتوسطة إلا أنها أصبحت بعد ذلك من السيارات الكبيرة حتى أنه كان يتم مقارنتها بطرازي تويوتا القرن تويوتا كراون ماجيستا . تم إنتاج تويوتا كراون وتصديرها والتسويق والترويج لها في عدة مناطق حول العالم، كما أصبحت تستخدم كسيارات للشرطة وسيارات أجرة في عدة دول. في أمريكا الشمالية ، تم تقديم الجيل الأول حتى الرابع من عام 1958 حتى عام 1973.  تم استبدالها بعد ذلك بسيارة تويوتا كورونا مارك II. اكتسبت النماذج والإصدارات اللاحقة من تويوتا كراون منظراً وتصميماً جمالياً من خلال مشاركة التصميمات المختلفة.
للسيارة ثلاثة عشر جيلاً وأصبح لها نسخة هجين في الجيل الثالث عشر.

## الجيل الأول ( 1955-1962 )
الطرازات
(«آر إس»، «إس 10»، «إس 20»، «إس 30» )
تم طرح تويوتا كراون في عام 1955 في اليابان لتلبية متطلبات النقل العام. كانت مخصصة في ذلك الوقت للشراء الخاص ( سيارة خاصة )، بينما أخذت تويوتا ماستر الشكل التجاري ( سيارة أجرة )، في الوقت ذاته تم استخدام نفس المحرك لكلا السيارتين. تفتح الأبواب الأمامية بشكل تقليدي، على عكس الأبواب الخلفية؛ والتي تفتح من الأمام، وتعتبر كراون أول طراز من سيارات تويوتا تستخدم هذا التصميم للأبواب. تم عمل تعديلات بسيطة للمحرك للحفاظ على تكلفة السيارة. ويوجد تشابه كبير بين تويوتا كراون وفورد فرساي الأوروبية وسيمكا فيديت. وتعتبر تويوتا باترول نسخة معدلة من كراون للاستخدام المدني (الشرطة) عام 1955.
معرض صور
- 1955 تويوتا كراون
- 1957 تويوتا كراون
- 1958 تويوتا كراون
- 1960 تويوتا كراون
- 1961 تويوتا كراون
- 1962 تويوتا كراون
- تويوتا ماستر لابن
- 1962 تويوتا كراون 1900 3R I4 (RS30)

## الجيل الثاني (1962- 1967)
الطرازات
(«إس 40» )
تم إطلاق سلسلة إس 40  في عام 1962، ويعتبر التصميم متأثر بسيارة فورد فالكون التي تم طرحها مؤخرًا في عام 1960. شكل المقدمة الأمامية يشبه بشكل كبير مظهر كراون امبريال 1960 (كرايسلر)، والذي يوحي بأن بكبر حجم وأريحية السيارة تويوتا كراون. تم تصميم هيكل عربة ستيشن واغن على نفس سياق الجيل السابق من تويتا ماستر لاين، مع إضافة بعض التحسينات عليها.
تم دمج المصابيح الأمامية داخل جسم السيارة بشكل كبير، مما يوفر مظهرًا أنيقاً وحديثًا. تم استحداث ناقل حركة أوتوماتيكي ثنائي السرعات، يسمى تويوجليد  (بالإنجليزية: Toyoglide)‏ نسبةً إلى تويوتا، مع تغيير في عمود نقل السرعات. تعتبر كراون إس 40 أكبر وأفضل من سلسلة إس 30 السابقة، كانت تحتوي في البداية على محركات من النوع R بأربع أسطوانات قبل إضافة المحرك من النوع "M" سداسي الأسطوانات في عام 1965. وقد توفرت طرازات بمزايا إضافية منها ديلوكس وسوبر ديلوكس. عُرفت السيارة السيدان والعادية باسم كراون بينما عُرفت المركبات التجارية (الكوبيه، الكابينة المزدوجة، الكابينة المزدوجة (البيك اب)، والشاحنة) باسم ماستر لاين.
معرض صور
- تويوتا كراون خاصة إس 40
- تويوتا كراون أجرة إس 40
- تويوتا ماستر لاين كوبيه نقل

## معرض صور

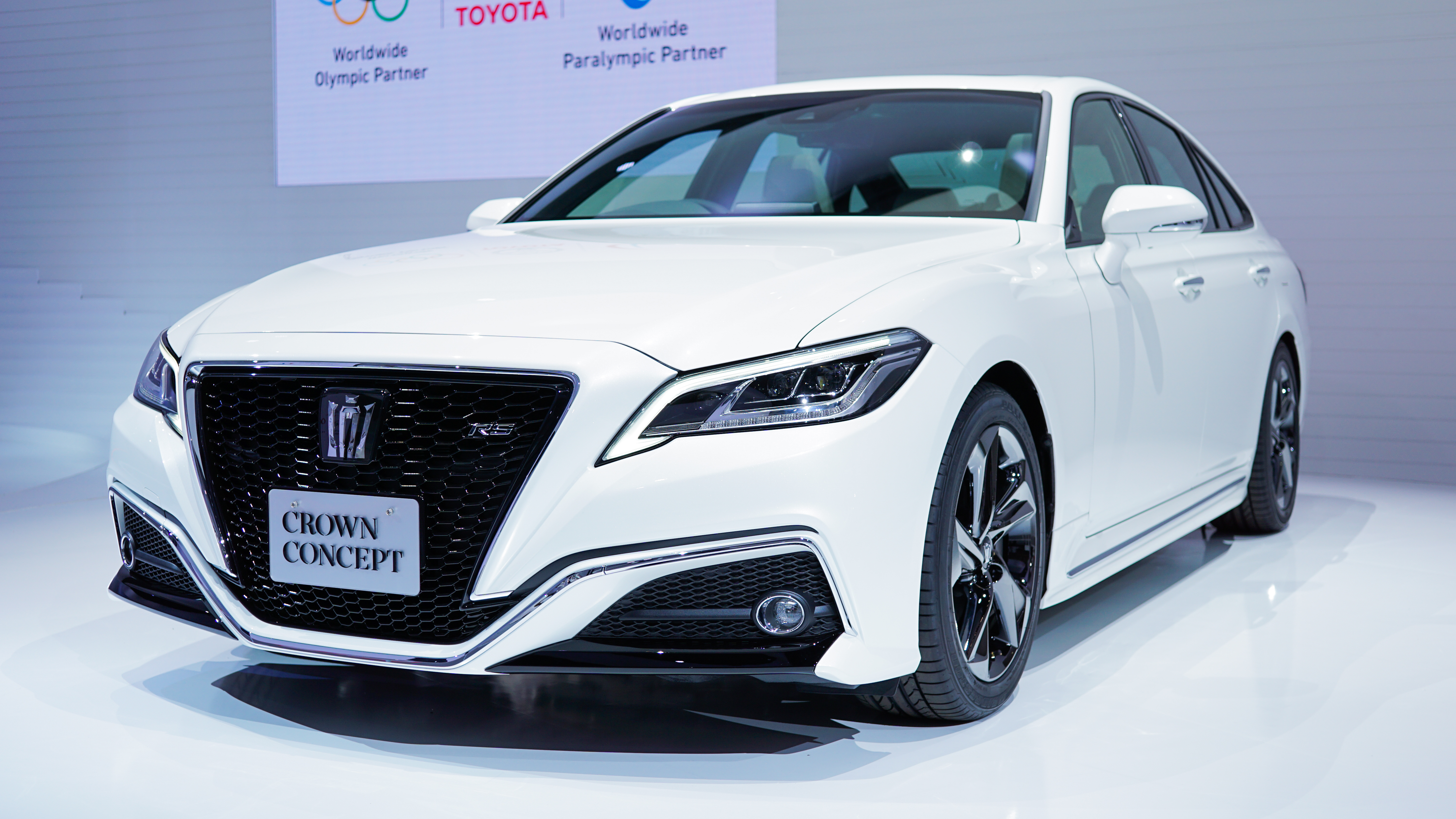
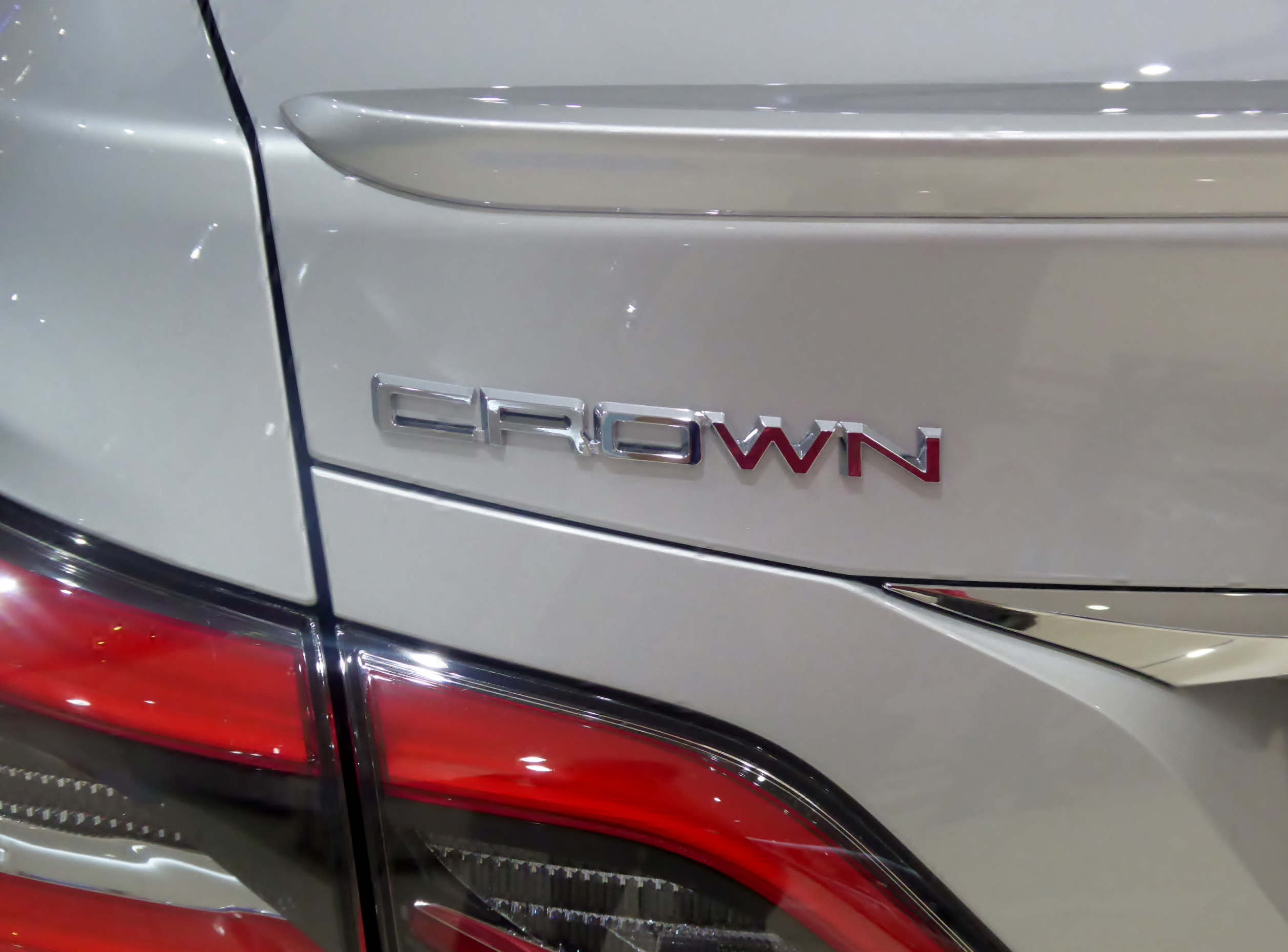
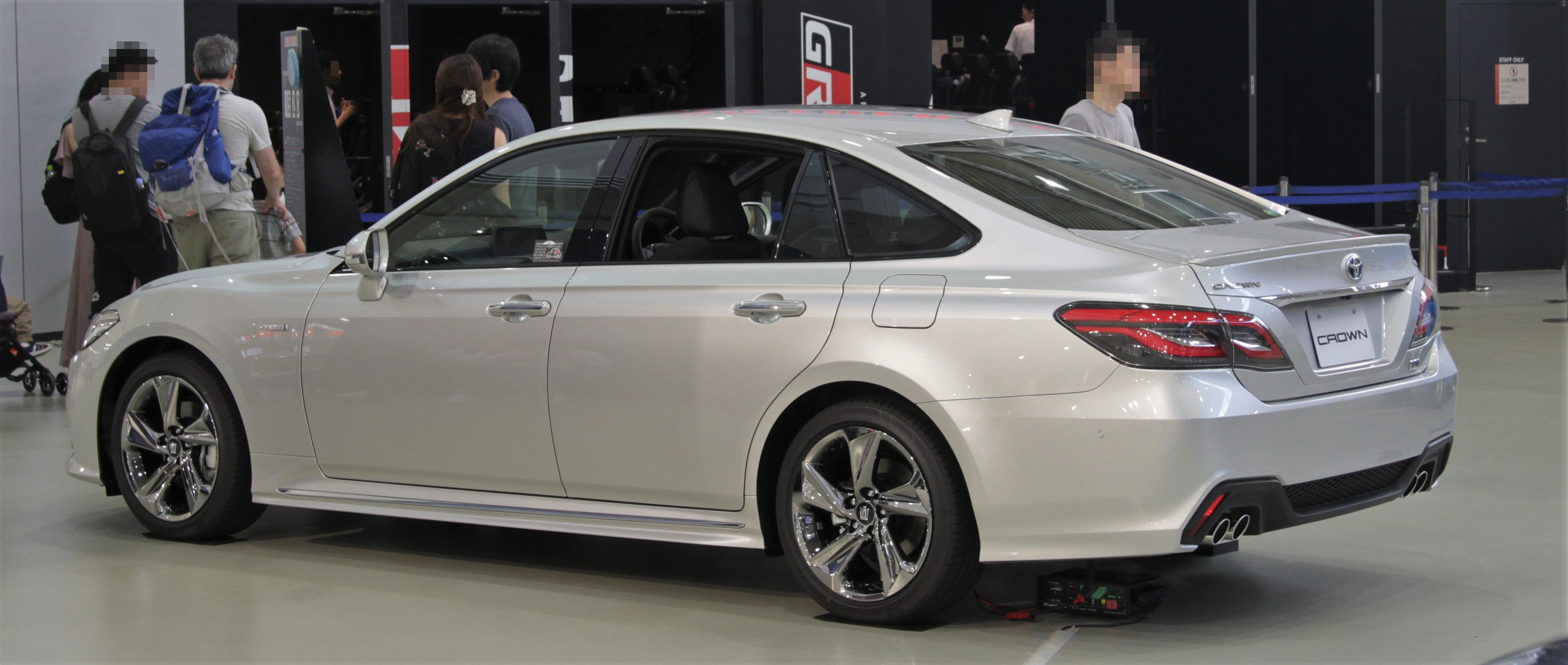
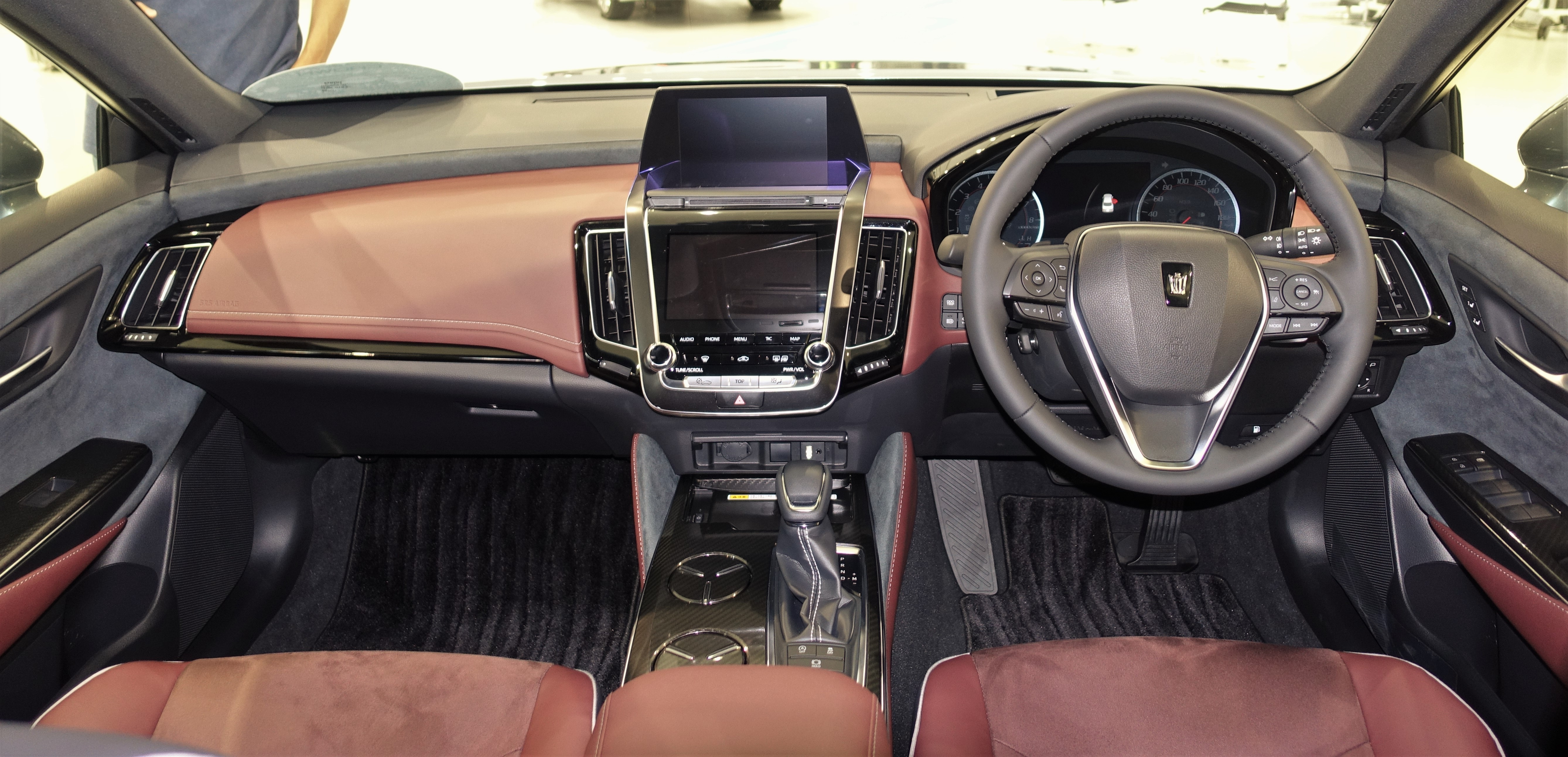
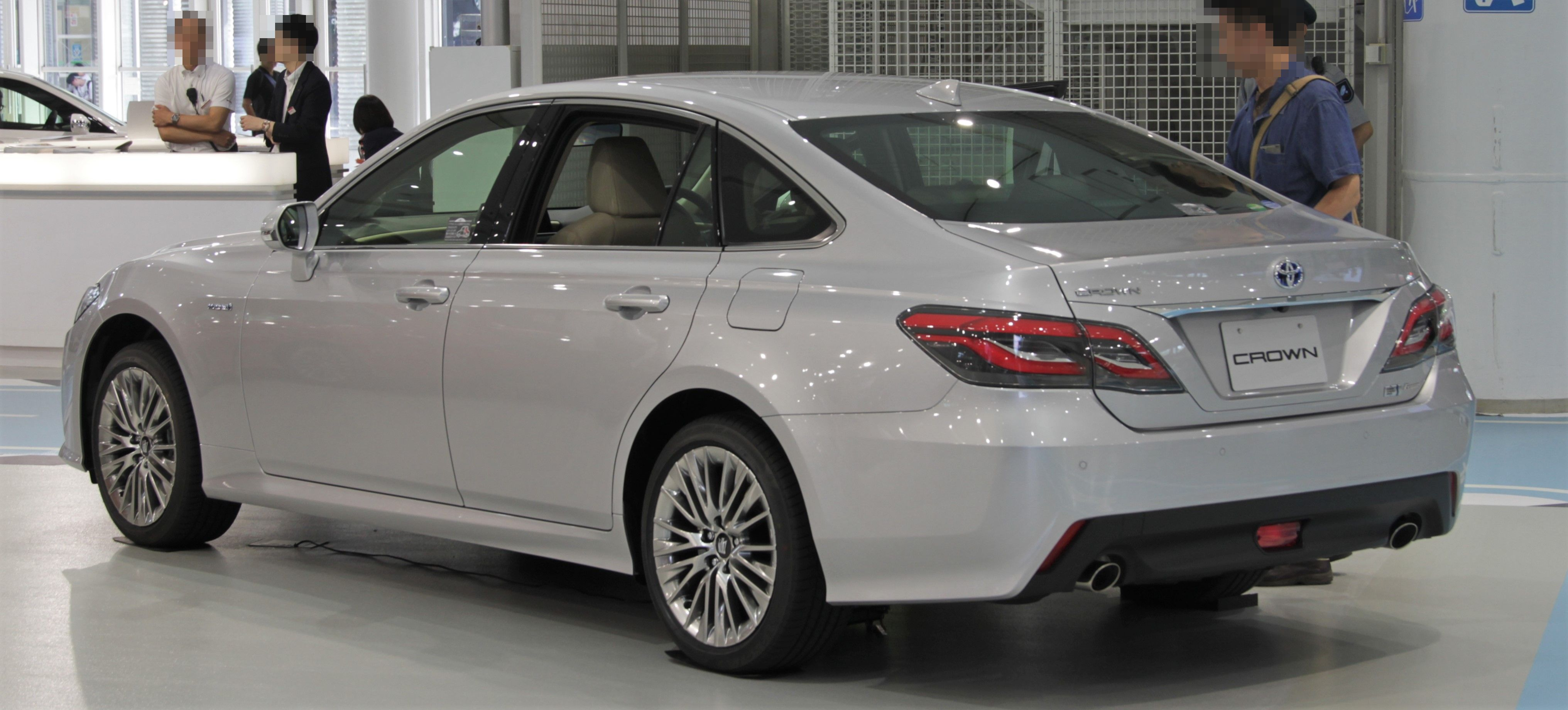

## الجيل الثالث (1967-1971)
الطرازات
(«إس 50» )
تم إطلاق الجيل الثالث من تويوتا كراون عام 1967، وكانت مشابهة إلى حد كبير للجيل السابق، ولكن تم تضمين بعض الإضافات لها. فقد تم استحداث محرك من النوع إم "M" بسعة 2 لتر ومحرك إم تو "M2" بسعة 2.3 لتر. بالنسبة لطراز سوبر ديلوكس تم إضافة مقصورة كبيرة، وكذلك محرك إم تو " 2M" وزوج من المغذيات " المكربن أو الكربراتير، ونوافذ كهربائية وأدوات تحكم للراديو للمقاعد الخلفية وتكييف داخلي ونسيج فاخر لكسوة المقاعد، بما في ذلك شعار كراون المنقوش على الفينيل. تم تجهيز الموديلات الأخرى بمحركات من النوع R-series ذات الأربع أسطوانات. كان هذا الجيل هو آخر جيل يتم تقديمه في مجموعة كاملة من الإعلانات التجارية - بدءًا من الجيل التالي، كان الطراز الوحيد المتاح للاستخدام التجاري هو كراون فان، وقد تم استخدام هيكله أيضًا في طرازات السيارات الأجرة. تم إنتاج سيارات بيك آب كراون كابينتين من قبل شركة سنترال موتور  حتى ديسمبر 1970.
- تويوتا كراون إس 50
- تويوتا كراون إس 50 باك أب
- تويوتا كراون إس 50 أجرة
- 1969 تويوتا كراون إس 50 أجرة
- 1969 تويوتا كراون كابينتين

## الجيل الرابع (1971- 1974)
الطرازات
(«إس 60»، «إس 70» )
تم إطلاق المحرك 4 إم 2600 في فبراير 1971، وتم تقديمه مع الجيل الرابع، وقد اشتمل على مقصورة كبيرة، بعد ذلك تم تضمينهم مع ديلوكس وسوبر ديلوكس. تم إضافة مقصورة ملكية للسيارة كراون لأول مرة عام 1973، كما تم إضافة مزايا أخرى من سيارات ليموزين. يتوفر أيضًا محرك 2.0 لتر 5R رباعي الأسطوانات ومحرك M سداسي الأسطوانات سعة 2.0 لتر. أما بالنسبة للجيل السابق، فإن محرك M-C (في المواصفات اليابانية) مواصفاته 105 حصان (77 كيلو وات، 104 حصان)، بينما زاد إنتاج 5R إلى حد ما إلى 98 حصان (72 كيلو وات، 97 حصان). ظل المحرك "2M" بسعة 2.3 لتر متوفراً في بعض الأسواق. أخذت السيارة الأجرة شكلا متوسطاً بين السيارات التجارية وسيارات الركاب.
- تويوتا كراون كوبيه
- تويوتا كراون كوبيه
- سيارة سيدان (خاصة) بمقصورة سوبر
- سيارة سيدان (خاصة) بمقصورة سوبر - من الجهة اليسرى
- كراون أجرة

## الجيل الخامس (1974-1979)
الطرازات
(«إس 80»، «إس 90»، «إس 100» )
تم إطلاق الجيل الخامس من سيارات كراون في عام 1974 في اليابان، وبدأ التصدير الفعلي لها في عام 1975. تم تقديمها كسيارة سيدان خاصة بأربعة أبواب، وسيارة كوبيه ببابين، وأجرة، وفان. المحركات 2.0 و 2.6 لتر بنزين. تم تقديم محرك الديزل 2.2 لتر في أكتوبر 1977. الطرازات المعروضة في هذا الجيل هي: ستاندر «المعيارية» و ديلوكس وسوبر صالون ورويال صالون «المقصورة الملكية».[بحاجة لمصدر]
- كراون سيدان إس 80
- كراون سيدان إس 80 سوبر صالون
- كراون سيدان إس 90 كوبيه
- كراون أجرة إس 80

## الجيل السادس (1979-1983)
الطرازات
(«إس 110» )
تم إطلاق هذا الطراز في عام 1979، وقد تمت ترقية المحرك من 2.6 لتر إلى المحرك "5M" بسعة 2.8 لتر. بينما الإصدار M بسعة 2 لتر كان لا يزال يعمل مع الإصدار توربيني. كان هذا هو الجيل الأخير الذي استخدم محرك رباعي الأسطوانات يعمل بالبنزين. كان هذا الطراز هو أول جيل من طراز تويوتا كراون يتم بيعه في ألمانيا في عام 1980. يعطي المحرك 2.8 لتر قوة مقدارها 145 حصان (107 كيلوواط) في الطراز الأوروبي، في حين أن محرك الديزل 2.2 لتر يعطي 66 حصانًا (49 كيلو واط) مع خيارات ناقل الحركة اليدوي بخمس سرعات أو ناقل حركة أوتوماتيكي (ليس في ستيشن واجن الأجرة). بدأت المبيعات الأوروبية في مستويات جيدة، ولكن مع ارتفاع الأسعار بسبب ارتفاع قيمة الين؛ انخفضت المبيعات بشكل كبير بحلول عام 1982.
- كراون سيدان ستاندر
- كراون كوبيه إس 110
- كراون سوبر صالون إس 110
- كراون أجرة إس 110
- كراون من الداخل

## الجيل السابع (1983-1987)
الطرازات
(«إس 120» )
تم إطلاق هذا الطراز في عام 1983، واستخدمت فيه جميع الإصدارات الثلاثة من محرك 5M سعة 2.8 لتر: إصدار 5M مكربن، والمحرك 5M-E بكامة علوية، والمحرك 5M-GE بكامة علوية مزدوجة. كما تم تضمين العديد من المحركات الأخرى مثل المحرك 1G-GE بسعة 2.0 لتر، والمحرك M-TE بسعة 2.0 لتر وله كامة علوية واحدة من النوع توربو، والمحرك M-E بسعة 2.0 لتر من النوع SOHC، والمحرك 2-L-TE بسعة 2.4 لتر من النوع SOHC توربو ديزل سيراميك باور، أو 2-L-TE بسعة 2.4 لتر من النوع SOHC ديزل عادي سيراميك باور. تم تثبيت جميع محركات 2.0 لتر والتي تعمل بنظام T-VIS (نظام الحث المتغير من تويوتا). في سبتمبر 1985، حلت نسخة فائقة الشحن من سلسلة جي "G-series" سعة 2 لترًا محل سلسلة "M" المزودة بشاحن توربيني.
يعتبر الجيل السابع هو الجيل الأخير من تويوتا كراون المتاح للبيع في الأسواق الأوربية. ينتج المحرك سعة 2.8 لتر في الطراز الأوروبي 170 حصانًا (125 كيلوواط) عند 5600 لفة في الدقيقة ولهي نفس مواصفات سوبرا التي تم بيعها هناك في ذلك الوقت. ومع ذلك، كان على العملاء السويسريين الاكتفاء بمحرك 5M-E أحادي الكامة والذي ينتج 140 حصانًا (103 كيلوواط) بسبب قيود الانبعاثات وقوانين حماية البيئة الخاصة بهم.

بالنسبة لأسواق التصدير الأخرى مثل جنوب شرق آسيا ودول مجلس التعاون الخليجي ، كان المحرك 5M المكربن متاحًا أيضًا. حيث ينتج هذا الإصدار 128 حصانًا (94 كيلوواط) عند 5000 لفة في الدقيقة، وكان متاحًا مع ناقل حركة يدوي رباعي السرعات. أما بالنسبة للمشتري والعميل الأكثر اقتصادا، كان هناك خيارات أخرى مثل المحرك OHV 3Y المكربن بقوة 88 حصانًا (65 كيلو واط) عند 4600 دورة في الدقيقة.

## الجيل الثامن (1987-1999)
الطرازات
(«إس 130» )
تم إطلاق الجيل الثامن من تويوتا كراون في عام 1987. نمط الهيكل: سيدان خاصة ، وهارد توب ، وأجرة ، بما في ذلك طراز «فان» للاستخدامات التجارية. استخدم هذا النموذج العديد من المحركات. تم إدخال المحرك 1UZ-FE سعة 4.0 لتر ، وهو نفس محرك لكزس LS400. كما تم تزويد سيارة جي رويال صالون - المقصورة الملكية - المجهزة بنظام التعليق الهوائي بمحركات سداسية الأسطوانات سعة 3 لتر. في الطرازات المميزة يتم تضمين نظام تعليق خلفي مستقل بذراع خلفي، في حين أن الإصدارات الأقل (بما في ذلك جميع العربات والشاحنات الصغيرة والأجرة) لها محاور خلفية مربوطة في نهاية السيارة من الخلف. في عام 1988 ، تم إدخال أنظمة وسائد الأمان الهوائية «إير باج».
- تويوتا كراون رويال صالون المقصورة الملكية
- تويوتا كراون رويال صالون المقصورة الملكية
- تويوتا كراون رويال صالون المقصورة الملكية
- تويوتا كراون رويال صالون المقصورة الملكية
- تويوتا كراون رويال صالون المقصورة الملكية سيدان خاصة
- تويوتا كراون رويال صالون المقصورة الملكية سيدان خاصة -اندونيسيا
- تويوتا كراون سيدان خاصة - الصين
- تويوتا كراون سيدان خاصة - تايلاند
- تويوتا كراون رويال صالون المقصورة الملكية سيدان خاصة - الصين

- تويوتا كراون رويال سيدان خاصة - ديزل ليموزين
- تويوتا كراون ديلوكس JGSDF
- تويوتا كراون المقصورة الملكية رويال صالون
- تويوتا كراون المقصورة الملكية رويال صالون - اليابان شبكة رباعية
- تويوتا كراون سيدان خاصة - الصين
- تويوتا كراون المقصورة الملكية رويال صالون - اندونيسيا
- تويوتا كراون المقصورة الملكية رويال صالون - اليابان
- تويوتا كراون المقصورة الملكية رويال صالون أجرة - اليابان
- تويوتا كراون فان سوبر ديلوكس - اليابان
- تويوتا كراون فان ستاندر - روسيا
- تويوتا كراون فان - اليابان

## الجيل التاسع (1991-1995)
الطرازات
(«إس 140» )
تم إطلاق هذا الطراز الجديد من تويوتا كراون في عام 1991 ، وقد ابتعد هذا التصميم عن التصميمات التقليدية للموديلات السابقة. تم تسمية الإصدار الجديد إس 140، كما أُطلق عليه اسم هارد توب "hardtop" بسبب الميزة الجديدة وهي دعم صلابة السقف. بينما حافظت سيارة تويوتا كراون سيدان الخاصة والأجرة على نفس الهيكل للإصدار السابق «إس 130» ولم يتم التعديل عليه. كانت خيارات المحرك المستخدمة في نموذج الهارد توب هي: محرك من النوع 2JZ-GE DOHC بقوة 3000 سي سي، أو محرك من النوع 1JZ-GE  DOHC بقوة 2500 سي سي، أو محرك ديزل من النوع 2L-THE  SOHC بقوة 2400 سي سي. كما تم إدخال محرك من النوع 1G-FE DOHC بقوة 2000 سي سي؛ من الجيل الثامن؛ لاستخدامه في طرازات السيدان الخاصة والعربات الأجرة. كانت خيارات ناقل الحركة عبارة عن: ناقل حركة اختياري بخمس سرعات يطلق عليه اسم "5ECT-i" يستخدم مع المحرك 2JZ-GE، وناقل حركة من النوع "ECT-i" رباعي السرعات يستخدم مع المحرك 2JZ-GE، وناقل حركة من النوع "ECT" رباعي السرعات يمكن استخدامه مع باقي المحركات مثل 1JZ-GE و 2 L-THE و 1 G-FE.

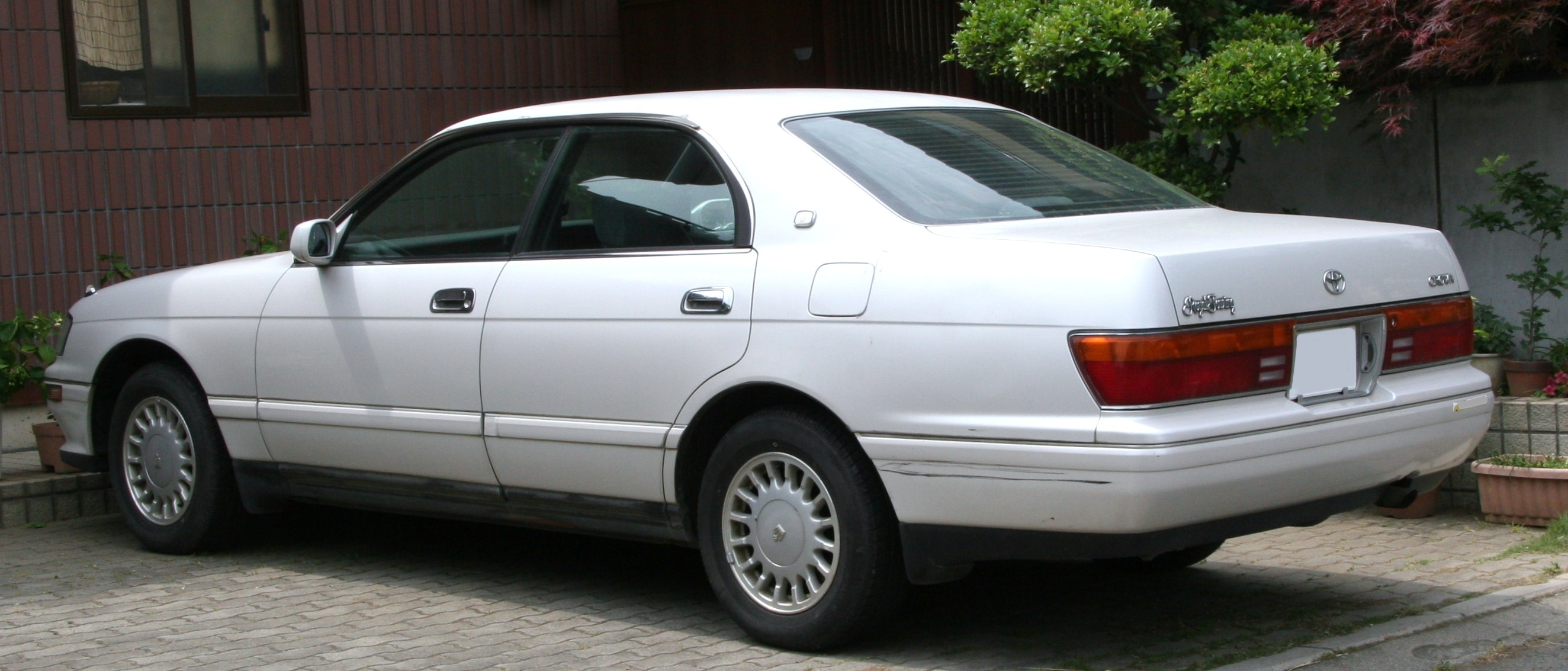
تويوتا كراون إس 140 - هارد توب - اليابان

## الجيل العاشر ( 1995-2001)
الطرازات
(«إس 150» )
في الجيل العاشر تم تغيير التصميم لنوافذ الأبواب، حيث تم تصميم نوافذ بدون إطار ( النوافذ الزجاجية لا يُحيطها أيّ إطارات )، وتم استخدام هذا التصميم مع السيارات السيدان الخاصة و الهارد توب فقط، بينما كراون فاجن «الأجرة» ظلت تستخدم نفس التصميم الخاص بـ إس 130 وذلك حتى عام 1999. تم إتاحة نظام الدفع الرباعي للموديلات الضخمة والرياضية. أما عن المحرك فقد توافرت العديد من الخيارات منها: محرك 2 لتر ومحرك 2.5 لتر ومحرك 3 لتر. بالنسبة للمحرك 2 لتر تم تضمينه مع السيارات الصغيرة والضيقة حتى تتفق مع اللوائح والقوانين اليابانية.
- كراون سيدان من الأمام
- كراون سيدان من الخلف
- هارد توب من الأمام
- هارد توب من الخلف